# Надбужанская бригада Войск охраны пограничья
Надбужанская бригада Войск охраны пограничья (пол. Nadbużańska Brygada Wojsk Ochrony Pogranicza) или Надбужанская бригада ВОП (пол. Nadbużańska Brygada WOP, сокращённо NB WOP) – территориальная бригада Войск охраны пограничья, существовавшая в 1976—1989 годах и осуществлявшая охрану польско-советской границы.

## История бригады
Надбужанская бригада ВОП была образована 1 июня 1976 года на базе 23-го Хелмского отдела ВОП в соответствии с распоряжением министра внутренних дел ПНР № 05/org от 29 января 1976 года. Образование бригады было связано с административной реформой страны, новым административно-территориальным делением на воеводства, изменением состава бригад на польско-советской границе и изменениями размеров охраняемых участков. Штаб бригады располагался в городе Хелм.
В 1983 году Надбужанская бригада ВОП по распоряжению Государственного совета ПНР была награждена орденом «Знамя Труда» II степени.
Расформирована 1 октября 1989 года, на её основе сформирован Надбужанский батальон ВОП (пол. Nadbużański Batalion WOP).
Левый участок с пограничными заставами Янув-Подляский, Тересполь и Славатыче был передан Подляшско-Мазурской бригаде ВОП; та же бригада забрала пограничные пункты пропуска Тересполь и Кукурыки. Пограничный пункт пропуска Дорохуск был передан Бещадской бригаде ВОП в Пшемысле.

## Организационная структура
В состав бригады входили:
- Командование, штаб и подотделы командования[2]
- Резервный батальон[2]
- 8 пограничных застав[7]:
  - Янув-Подляский[пол.]
  - Тересполь[пол.]
  - Славатыче[пол.]
  - Влодава[пол.]
  - Дорохуск[пол.]
  - Хрубешув[пол.]
  - Долхобычув[пол.]
  - Хребенне[пол.]
- 4 пограничных пункта пропуска[7]:
  - Тересполь[пол.]
  - Дорохуск[пол.]
  - Хрубешув[пол.]
  - Хребенне[пол.]

В 1978 году застава Хребенне перенесена в Любычу-Крулевскую. В 1984 году образован пункт пропуска Кукурыки (в составе Тересполя) и открыт автомобильный пограничный переход Кукурыки — Козловичи для осуществления грузового сообщения между ПНР и СССР.

## Командование бригады
Командиры бригады
- полковник Казимеж Закравач — до 16 декабря 1977
- полковник Станислав Вонс — до 21 мая 1983
- полковник Ян Вуйцик — до 1 августа 1985
- полковник дипломатической службы Тадеуш Ягодзинский — до 1988
- полковник Марьян Ковальский — до 1 октября 1989[8].

Начальники отдела пограничного контроля
- подполковник Межва
- подполковник Тадеуш Косёр
- майор Хенрик Чайковский
- майор Анджей Васюк
- капитан Марек Мазурек